# 克里斯蒂安·米約
克里斯蒂安·米約（法語：Christian Millau，法語發音：[kʁistjɑ̃ mijo]，本名克里斯蒂安·迪布瓦-米约（Christian Dubois-Millot）；1928年12月30日—2017年8月5日），出生在法國的巴黎十七區，是一名記者、作家和美食評論家。
他和亨利·戈一起創立了戈和米約美食評論，並且推動了新潮烹調廚房革命。

## 生平
克里斯蒂安·米約就讀扬松·德萨伊高中（法語：Lycée Janson-de-Sailly）法律科，1949年時進入世界报的國內政策部門，之後的廿餘年職業生涯，他和觀點週刊、巴黎快報、世界報都有長期的合作。
1969年他和亨利·戈創辦戈和米約美食雜誌，後來改以年度指南的方式出版，並且在1970年的時候推動新潮烹調主義，改變了近代五十年來的法式料理風格，並挖掘出許多認同這種料理風格的廚師，例如：若埃尔·罗比雄、米歇爾·蓋拉爾、阿蘭·沙佩爾、罗歇·韦尔热、阿兰·桑德朗、雅克·馬尼埃。日後戈和米約在法國料理界的位階，僅次於20世紀創辦的米其林指南。
2017年8月5日克里斯蒂安·米約逝世，享年八十八歲。

## 著作
- 1981年《餐桌上的美好年代》（法語：La Belle Époque à table）
- 1999年《1950年代的文學，輕騎兵的旋風正在疾馳》（法語：Au galop des hussards. Dans le tourbillon littéraire des années 50）
- 2000年《帕里斯告訴我一個時代的結束：1950年代》（法語：Paris m'a dit. Années 50, fin d'une époque）
- 2002年《陽光下的鄉村》（法語：Une campagne au soleil）
- 2005年《科倫專員》（法語：Commissaire Corcoran）
- 2004年《家庭秘密：古拉格的吻》（法語：Bons baisers du Goulag. Secrets de famille）
- 2006年《上帝的加斯科》（法語：Dieu est-il gascon）
- 2010年《美食愛好者詞典》（法語：Dictionnaire amoureux de la gastronomie）
- 2010年《某個阿道夫，路過維也納》（法語：Le Passant de Vienne. Un certain Adolf）
- 2011年《粗魯的報紙。一個世紀的馳騁》（法語：Journal impoli. Un siècle au galop）
- 2012年《一個壞法國人的日記》（法語：Journal d'un mauvais Français）
- 2013年《幾乎任何事物的字典》（法語：Dictionnaire d'un peu tout et n'importe quoi）

- 與亨利·戈的共同著作：
  - 1965年《布魯塞爾茱莉亞音樂節指南》（法語：Guide Julliard de Bruxelles）
  - 1966年《茱莉亞音樂學院巴黎周邊指南》（法語：Guide Julliard des environs de Paris）
  - 1967年《紐約波士頓、芝加哥、洛杉磯、新奧爾良、舊金山和蒙特利爾的茱莉亞音樂節指南》（法語：Guide Julliard de New York Boston, Chicago, Los Angeles, New Orleans, San Francisco et Montréal）
  - 1967年《巴黎茱莉亞音樂節指南》（法語：Guide Julliard de Paris）
  - 1968年《突尼斯》（法語：La Tunisie）
  - 1969年《愛爾蘭茱莉亞指南》（法語：Guide Julliard de l'Irlande）
  - 1970年《法國美食指南》（法語：Guide gourmand de la France）
  - 1979年《意大利指南：900家餐廳和酒店》（法語：Guide Italie 900 restaurants et hôtels）
  - 1984年《法國指南》（法語：Guide France）
  - 1984年《意大利指南》（法語：Guide Italie）
  - 1992年《戈和米約葡萄酒指南1993年版》（法語：Le Vin 1993. Guide Gault et Millau）
  - 1968年《茱莉亞音樂世界指南，第1卷：南海》（法語：Guide Julliard du monde, tome 1 : Les Mers du Sud）
  - 1964年《茱莉亞歐洲指南》（法語：Guide Julliard de l'Europe）
  - 1969年《戀愛中的巴黎指南》（法語：Guide de Paris amoureux）
  - 1995年《巴黎外國餐廳指南》（法語：Guide des restaurants étrangers de Paris）

## 受獎
- 法國榮譽軍團勳章
- 藝術與文學勳章

## 相關連結
- 克里斯蒂安·米約在IMDb （页面存档备份，存于）